# 塔斯基吉 (亚拉巴马州)
塔斯基吉（Tuskegee /tʌsˈkiːɡiː/），或译塔斯克基，位于美国亚拉巴马州东部，1883年建立，同年成为梅肯县的县治，现在人口约1万。塔斯克基飞行员曾在此接受训练。

## 知名人物
- 罗莎·帕克斯